# 圣布里斯
圣布里斯（法語：Saint-Brice，法語發音：[sɛ̃ bʁis] ⓘ）是法国夏朗德省的一个市镇，属于干邑区。

## 地理
圣布里斯（45°41'17"N, 0°16'38"W）面积9.3 平方千米，位于法国新阿基坦大区夏朗德省，该省份为法国西部内陆省份，北起德塞夫勒省和维埃纳省，东临上维埃纳省，东南至多尔多涅省，南至多爾多涅省，西接滨海夏朗德省。
与圣布里斯接壤的市镇（或旧市镇、城区）包括：夏朗德堡、布捷-圣特罗让、沙托贝尔纳、让萨克拉帕吕、瑞列讷、内尔西亚克。

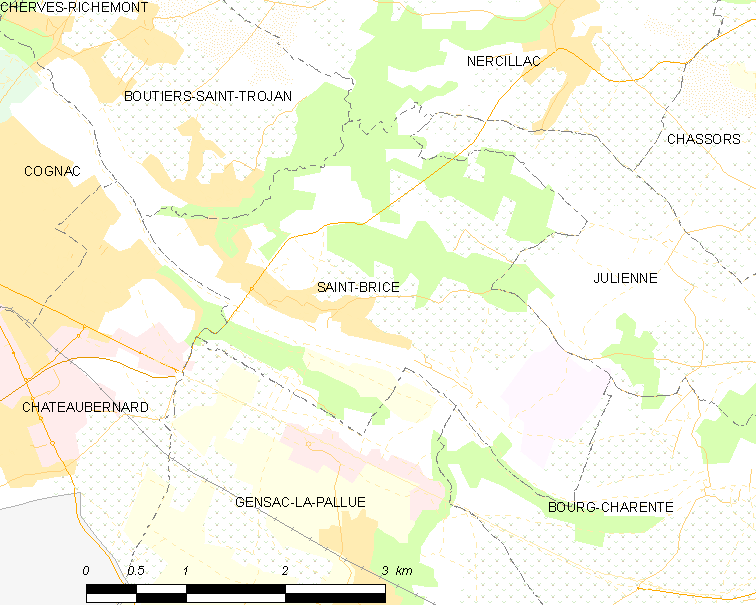
圣布里斯的OSM定位图

圣布里斯的时区为UTC+01:00、UTC+02:00（夏令时）。

## 行政
圣布里斯的邮政编码为16100，INSEE市镇编码为16304。

## 政治
圣布里斯所属的省级选区为干邑第一县。

## 人口

1962-2008年间圣布里斯人口变化图示

圣布里斯于2022年1月1日时的人口数量为969人。